# Place de sûreté protestante
En France, à l'époque des guerres de religion, les places de sûreté protestantes sont des villes dans lesquelles les protestants peuvent librement exercer leur culte et vivre en toute sécurité — contrairement au reste du royaume où la religion réformée reste proscrite. Les places de sûreté sont mentionnées dans les différents édits signés par le roi de France, et accordées pour une durée limitée :
- l'édit de Saint-Germain, en 1570 ;
- l'édit de Beaulieu, en 1576 ;
- la paix de Bergerac, confirmée par l'édit de Poitiers, en 1577 ;
- le traité de Nérac, en 1579 ;
- l'édit de Nantes, signé par Henri IV le 30 avril 1598.

L'édit de Nantes accorde aux protestants des places de sûreté pour une durée de huit ans. À cause de l'antagonisme qui perdure entre catholiques et protestants, ces derniers demandent un renouvellement de ce privilège. Henri IV le renouvèle donc en 1606 et 1609. En 1615, Marie de Médicis en fait de même au nom de Louis XIII. Cependant, en 1620, la rébellion des protestants crée quasiment un « État protestant » au sein du royaume, ce qui amène Louis XIII, entre 1621 et 1629, à faire la guerre à ces derniers. Le conflit aboutit à la paix d'Alès qui supprime tout pouvoir politique aux protestants, ainsi que leurs places de sûreté.

## Liste des places de sûreté données par l'édit de Saint-Germain
L'édit de Saint-Germain accorde quatre places de sûreté pour une durée de deux ans : La Rochelle, Cognac, Montauban, La Charité-sur-Loire.

## Places de sûreté accordées aux protestants par l'édit de Beaulieu
L'édit de Beaulieu laisse aux protestants toutes les places dont ils sont maîtres.
L'édit accorde des places de sûreté pour une durée non précisée : Aigues-Mortes, Beaucaire, Périgueux, Mas-de-Verdun (Mas-Grenier), Nyons, Serres, Issoire, Seyne la Grand Tour.

## Places de sûreté accordées aux protestants par la paix de Bergerac et l'édit de Poitiers
La paix de Bergerac, confirmé par l'édit de Poitiers, donne 8 places de sûreté, qui ne sont pas exactement les mêmes que celles données dans l'édit de Beaulieu, mais pour une durée limitée à 6 ans : La Réole, Mas-Grenier, Montpellier, Aigues-Mortes, Nyons, Serres et Seyne la Grand Tour.

## Places de sûreté accordées aux protestants par le traité de Nérac
Le traité de Nérac a accordé 14 places de sûreté, dans son article X sous le gouvernement du roi de Navarre, pour une durée limitée :
- gouvernement de Guyenne : Bazas, Puymirol et Figeac, jusqu'au dernier jour du mois d'oût 1579,
- gouvernement de Languedoc : Ravel, Briateste, Aleth, Saint-Agrève, Baïz sur Baïz[2], Baignols, Alets, Lunel, Sommières, Aimargues et Gignac, jusqu'au premier jour d’octobre 1579.

Les autres places tenues par les protestants devaient être remises aux gouverneurs des provinces dont elles dépendaient.
Les protestants refusent de rendre ces places aux dates prévues.

## Liste des places tenues par les protestants en 1598
Les places de sûreté sont prévues dans le second brevet concernant les garnisons, signé par Henri IV le 30 avril 1598.
Dans sa préface, le roi explicite les motifs qui l'obligeaient à accorder des forteresses au protestants :
- les Réformés l'ont estimé nécessaire pour la liberté de leur conscience, et pour la sûreté de leurs personnes, fortunes et biens,
- le roi est assuré de leur fidélité et de leur sincère affection à son service,
- et plusieurs autres considérations importantes au bien et repos de cet État.

Le roi leur accorde pour une durée de huit ans, à partir de la date de la promulgation de l'édit, toutes les places, villes et châteaux qu’ils tenaient jusqu'à la fin du mois d’août 1598, dans lesquelles il y aura des garnisons, suivant l'état qui en a été dressé et signé par le roi. Et pour les autres qu’ils tiennent, où il n’y a point de garnisons, cet état ne peut pas être altéré.
Pour obtenir la reddition des nobles et des villes qui tenaient pour la Ligue, le roi a signé des accords l'obligeant à interdire le culte réformé dans certaines villes et le retour de certaines places tenues par les Réformés à leurs seigneurs légitimes. Des articles particuliers de ce brevet rappellent ces engagements du roi.

### Places de sûreté
Le volume de la collection Dupuy de la Bibliothèque nationale de France, cote 323, contient un état des places tenues par les protestants, daté du 14, 17 et 18 mai 1598 :
| Liste des places de sûreté           |                             |                                                         |
| Généralités                          | Places de sûreté            | Gouverneurs Garnisons                                   |
| Généralité de Tours (2 places)       | Saumur                      | Duplessis-Mornay 364 hommes                             |
| Généralité de Tours (2 places)       | Vézins                      | La Ferrière 17 hommes                                   |
| Généralité d'Orléans (2 places)      | Gergeau                     | Du Faur 180 hommes                                      |
| Généralité d'Orléans (2 places)      | Loudun                      | Pierre de Chouppes 40 hommes                            |
| Généralité de Poitiers (9 places)    | Thouars                     | Montataire 165 hommes                                   |
| Généralité de Poitiers (9 places)    | Niort                       | Parabère 210 hommes                                     |
| Généralité de Poitiers (9 places)    | Fontenay                    | La Boulaye 87 hommes                                    |
| Généralité de Poitiers (9 places)    | Châtellerault               | Préau 197 hommes                                        |
| Généralité de Poitiers (9 places)    | Saint-Maixant               | Monglas 46 hommes                                       |
| Généralité de Poitiers (9 places)    | Marans                      | Constans 59 hommes                                      |
| Généralité de Poitiers (9 places)    | Maillezais                  | Aubigné 59 hommes                                       |
| Généralité de Poitiers (9 places)    | Talmont                     | Bessay 14 hommes                                        |
| Généralité de Poitiers (9 places)    | Beauvoir-sur-Mer            | Bois de Cargrois 31 hommes                              |
| Généralité de Bourges (1 place)      | Argenton                    | 25 hommes                                               |
| Généralité de Limoges (4 places)     | Saint-Jean-d'Angély         | 162 hommes                                              |
| Généralité de Limoges (4 places)     | Pons                        | Bretauville 160 hommes                                  |
| Généralité de Limoges (4 places)     | Taillebourg                 | La Trémoïlle 52 hommes                                  |
| Généralité de Limoges (4 places)     | Royan                       | Du Candelay 50 hommes                                   |
| Généralité de Riom (1 place)         | Calvinet                    | Bouillon 13 hommes                                      |
| Généralité de Bordeaux (19 places)   | Lectoure                    | Fontrailles 120 hommes                                  |
| Généralité de Bordeaux (19 places)   | Mas-de-Verdun (Mas-Grenier) | 61 hommes                                               |
| Généralité de Bordeaux (19 places)   | L'Isle-Jourdain             | Du Bourg 64 hommes                                      |
| Généralité de Bordeaux (19 places)   | Eauze                       | Panjas 28 hommes                                        |
| Généralité de Bordeaux (19 places)   | Mauvezin                    | Maravat 16 hommes                                       |
| Généralité de Bordeaux (19 places)   | Figeac                      | 61 hommes                                               |
| Généralité de Bordeaux (19 places)   | Cadenac                     | Bouillon 11 hommes                                      |
| Généralité de Bordeaux (19 places)   | Castillon                   | Saint-Ouen 135 hommes                                   |
| Généralité de Bordeaux (19 places)   | Casteljaloux                | Favas 29 hommes                                         |
| Généralité de Bordeaux (19 places)   | Monheurt                    | Boësse 32 hommes                                        |
| Généralité de Bordeaux (19 places)   | Puymirol                    | 51 hommes                                               |
| Généralité de Bordeaux (19 places)   | Tournon                     | Giscart 11 homme)                                       |
| Généralité de Bordeaux (19 places)   | Leirac (Layrac)             | Monein 13 hommes                                        |
| Généralité de Bordeaux (19 places)   | Tartas                      | Vignoles 7 hommes                                       |
| Généralité de Bordeaux (19 places)   | Bergerac                    | Jacques Nompar de Caumont-La Force 32 hommes            |
| Généralité de Bordeaux (19 places)   | Caumont                     | Jean de Vivans 38 hommes                                |
| Généralité de Bordeaux (19 places)   | Mont-de-Marsan              | Henri Nompar de Caumont, marquis de Castelnau 32 hommes |
| Généralité de Bordeaux (19 places)   | Monflanquin                 | Saint-Léger 13 hommes                                   |
| Généralité de Bordeaux (19 places)   | Clairac                     | L'Estelle 8 hommes                                      |
| Généralité de Montpellier (9 places) | Montpellier                 | 128 hommes                                              |
| Généralité de Montpellier (9 places) | Aigues-Mortes               | 128 hommes                                              |
| Généralité de Montpellier (9 places) | Fort de Peccais             | 18 hommes                                               |
| Généralité de Montpellier (9 places) | Tour Carbonnières           | 3 hommes                                                |
| Généralité de Montpellier (9 places) | Lunel                       | Saint-Just 10 hommes                                    |
| Généralité de Montpellier (9 places) | Gignac                      | La Bastide 3 hommes                                     |
| Généralité de Montpellier (9 places) | Sommières                   | Bertichères 39 hommes                                   |
| Généralité de Montpellier (9 places) | Marvejols                   | 13 hommes                                               |
| Généralité de Montpellier (9 places) | Clermont-de-Lodève          | Gabriel II de Montgommery 32 hommes                     |
| Généralité de Toulouse (1 place)     | Castres                     | 60 hommes                                               |

À ces places s'ajoutent celles tenues dans le Dauphiné dont Lesdiguières avait voulu qu'elles fussent laissées indépendantes des autres places. On en trouve la liste dans un document daté du 3 mai 1598 :
| Liste des places de sûreté de la généralité de Grenoble |            |
| Places de sûreté                                        | Garnisons  |
| Grenoble                                                | 101 hommes |
| Barraux                                                 | 101 hommes |
| Die                                                     | 21 hommes  |
| Nyons                                                   | 10 hommes  |
| Montélimar                                              | 51 hommes  |
| Livron                                                  | 9 hommes   |
| Embrun                                                  | 51 hommes  |
| Briançon                                                | 41 hommes  |
| Gap                                                     | 21 hommes  |
| Puymore                                                 | 60 hommes  |
| Exilles                                                 | 100 hommes |

### Places de mariage
En plus des places de sûreté, les Huguenots étaient maîtres d'autres places qui leur ont été laissées mais qui relevaient d'autres places. Une pièce datée du 18 mai 1598 en donne la liste :
| Liste des places de mariage |                        |           |
| Places relevant de          | Places de mariage      | Garnisons |
| Saumur (3 places)           | Vitré                  | 3 hommes  |
| Saumur (3 places)           | Beaufort               | 10 hommes |
| Saumur (3 places)           | Châtillon-en-Vendelais | 12 hommes |
| Thouars (3 places)          | L'Île-Bouchard         | 10 hommes |
| Thouars (3 places)          | Sancerre               | 10 hommes |
| Thouars (3 places)          | Château-Renard         | 15 hommes |
| Pons (1 place)              | Montendre              | 12 hommes |
| Figeac (1 place)            | Cardaillac             | 7 hommes  |
| Castillon (3 places)        | Turenne                | 37 hommes |
| Castillon (3 places)        | Saint-Seurin           | 29 hommes |
| Castillon (3 places)        | Limeuil                | 29 hommes |
| Casteljaloux                | Meillan                | 8 hommes  |
| Bergerac (2 places)         | Mussidan               | 12 hommes |
| Bergerac (2 places)         | Castelnau-de-Mirande   | 20 hommes |
| Caumont                     | Tonneins               | 6 hommes  |
| Sommières                   | Baix-sur-Baix          | 12 hommes |
| Castres                     | Villemur               | 10 hommes |

### Places particulières
Les places particulières sont les places dont le seigneur était protestant ou qui en vertu de leurs privilèges pouvaient se garder elles-mêmes. On trouve cette liste dans le manuscrit de Brienne :
| Liste des places particulières |                                          |
| Places particulières           | Places particulières                     |
| Blain (Bretagne, à Rohan)      | Nîmes                                    |
| Castets (Gascogne, à Favas)    | Pontivy (Bretagne)                       |
| Châtillon (Bretagne)           | Pontorson (Normandie)                    |
| Dangeau (Beauce)               | Privas (Vivarais)                        |
| Foix                           | Roche-Bernard (Bretagne, à La Tremoille) |
| Josselin (Bretagne, à Rohan)   | Rohan (Bretagne)                         |
| La Rochelle                    | Vallons (Vivarais)                       |
| Meyrueis (Bas-Languedoc)       | Uzès (Bas-Languedoc)                     |
| Montauban                      | -                                        |

## État des places tenus par les protestants à la fin du règne d'Henri IV

### Places accordées par brevets à des protestants par le roi Henri IV à la fin de son règne
Le fonds de Brienne de la Bibliothèque nationale de France comprend un ensemble de manuscrits rassemblés par Antoine de Loménie, secrétaire d'État sous Louis XIII, entre 1613 et 1638 :
| Liste des places                       |                                           |
| Places                                 | Places                                    |
| Aigues-Mortes (Bas-Languedoc)          | Argenton (Berry)                          |
| Baix-sur-Baix (place de mariage)       | Barraux (Dauphiné)                        |
| Beauvoir-sur-Mer (Bas-Poitou)          | Bergerac (Périgord)                       |
| Briançon (Dauphiné)                    | Calvinet (Auvergne)                       |
| Cardaillac (Quercy)                    | Casteljaloux (Guyenne)                    |
| Castenau-de-Mirande (place de mariage) | Castillon (place particulière)            |
| Castres (Haut-Languedoc)               | Château-Renard (place de mariage)         |
| Châtellerault (Poitou)                 | Châtillon-en-Vendelais (place de mariage) |
| Clairac (Agenais)                      | Clermont-de-Lodève (Bas-Languedoc)        |
| Die (Dauphiné)                         | Eauze (Albret)                            |
| Embrun (Dauphiné)                      | Exilles (Dauphiné)                        |
| Figeac (Quercy)                        | Fontenay-le-Comte (Poitou)                |
| Fort de Peccais (Bas-Languedoc)        | Gap (Dauphiné)                            |
| Gergeau (Orléanais)                    | Gignac (Bas-Languedoc)                    |
| Grenoble (Dauphiné)                    | Jarnac (Saintonge)                        |
| La Garnache (place particulière)       | Lectoure (Armagnac)                       |
| Layrac (Armagnac)                      | LÎle-Bouchard (place de mariage)          |
| L'Isle-Jourdain (Haut-Languedoc)       | Limeuil (place particulière)              |
| Livron (Dauphiné)                      | Loudun (Poitou)                           |
| Lunel (Bas-Languedoc)                  | Maillezais (Aunis)                        |
| Marans (Aunis)                         | Marvejols (Gévaudan)                      |
| Mas-de-Verdun (Armagnac)               | Mauvesin (Armagnac)                       |
| Millau (Languedoc)                     | Monflanquin (Agenais)                     |
| Monheurt (Bordelais)                   | Monségur (Agenais)                        |
| Mont-de-Marsan (Albret)                | Montélimar (Dauphiné)                     |
| Montpellier (Bas-Languedoc)            | Mussidan (place de mariage)               |
| Navarrenx (Béarn)                      | Nay (Béarn)                               |
| Nérac (Albret)                         | Niort (Poitou)                            |
| Nyons (Dauphiné)                       | Oloron (Béarn)                            |
| Orthez (Béarn)                         | Pons (Saintonge)                          |
| Puymirol (Agenais)                     | Puymore (Dauphiné)                        |
| Royan (Saintonge)                      | Saint-Jean-d'Angély (Saintonge)           |
| Saint-Maixent (Saintonge)              | Saint-Seurin (Saintonge)                  |
| Sainte-Foy (Agenais)                   | Sancerre (place de mariage)               |
| Saumur (Anjou)                         | Sauveterre (Béarn)                        |
| Serres (Dauphiné)                      | Sommières (Bas-Languedoc)                 |
| Taillebourg (place particulière)       | Talmont (place particulière)              |
| Tartas (Albret)                        | Thouars (place particulière)              |
| Tonneins (Agenais)                     | Tour Carbonnières (Bas-Languedoc)         |
| Tournon (Agenais)                      | Turenne (place particulière)              |
| Vezins (place de mariage)              | Villemur (place particulière)             |
| Vitré (place de mariage)               | -                                         |

### Autres places tenues par les protestants à la fin du règne d'Henri IV
Les protestants dominaient dans d'autres places parce que leurs seigneurs étaient protestants ou par suite de leurs privilèges :
| Liste des places             |                                             |
| Places                       | Places                                      |
| Blain (Bretagne, à Rohan)    | Nîmes                                       |
| Castets (Gascogne, à Favas)  | Pontivy (Bretagne)                          |
| Châtillon (Bretagne)         | Pontorson (Normandie)                       |
| Dangeau (Beauce)             | Privas (Vivarais)                           |
| Foix                         | La Roche-Bernard (Bretagne, à La Tremoïlle) |
| Josselin (Bretagne, à Rohan) | Rohan (Bretagne)                            |
| La Rochelle                  | Vallons (Vivarais)                          |
| Lourmarin (Provence)         | Uzès (Bas-Languedoc)                        |
| Meyrueis (Bas-Languedoc)     | Montauban                                   |

Mais une partie des places qui étaient données comme protestantes en 1598 ne le sont plus à la fin du règne d'Henri IV car leurs seigneurs se sont convertis au catholicisme :
| Liste des places           |                      |
| Places                     | Places               |
| Aimargues (Languedoc)      | Mauléon (Gascogne)   |
| Alais (Languedoc)          | Montgaillard (Foix)  |
| Baugy (Berry)              | Montaut (Foix)       |
| Beaufort-en-Vallée (Anjou) | Montrond (Berry)     |
| Berlas (Languedoc)         | Montendre (Guyenne)  |
| Carentan (Normandie)       | Sully (Berry)        |
| Caumont (Gascogne)         | Tarascon (Foix)      |
| Domfront (Normandie)       | Valognes (Normandie) |
| Dourdan (Île-de-France)    | Varilhes (Foix)      |
| Mantes (Île-de-France)     | -                    |